# 丹後震災記念館
丹後震災記念館（たんごしんさいきねんかん）は、京都府京丹後市峰山町室にある建築物。日本建築学会による「近代日本の名建築」（1979年）。京都府指定文化財（2005年3月10日指定）。
1927年（昭和2年）の北丹後地震（丹後大震災）を記念して1929年（昭和4年）に竣工した。耐震面を重視して鉄筋コンクリート造で建築されたが、現代の耐震基準を満たしていないことから、2012年（平成24年）4月に建物内への立ち入りが禁止された。

## 沿革

### 竣工
1927年（昭和2年）3月7日には京都府の丹後半島北部で北丹後地震（丹後大震災）が発生し、死者2,925人、負傷者7,806人の大災害となった。震災記念館の南側には、記念館より早く1929年（昭和4年）3月の震災2周年の際に峰山町役場が震災記念塔を建設している。犠牲者の慰霊や記録資料の保存、地震に関する学術研究を目的に、1929年（昭和4年）12月に丹後震災記念館が竣工した。
震災1周年における大海原重義京都府知事の談話が建設のきっかけである。震災2周年に際して震災義援金の残金を用いて京都府が建設を計画した。京都府は関係市町村の意向を汲み、もっとも被害が大きかった中郡峰山町の市街地を見下ろす丘の上に建設した。震災を記念することから耐震面も重視しており、当時としては珍しかった鉄筋コンクリート造であるほか、窓の開口部は極力減らされている。
設計は京都府庁旧本館などにも携わった京都府技師の一井九平、施工は山虎組である。当時の一井は京都府峰山出張所の責任者であり、峰山町では峰山町立峰山尋常高等小学校本館の設計も行っている。震災3周年の1930年（昭和5年）から震災記念館講堂を会場にして、神式・仏式の双方で慰霊祭が行われている。

### 公共施設として
当初は財団法人丹後震災記念館が運営を行っていたが、1954年（昭和29年）に峰山町に無償譲渡されて運営が移管された。この間の1949年（昭和24年）に社会教育法が施行されると、同年には震災記念館は峰山町中央公民館となった。1955年（昭和30年）には峰山町立図書館となり、1980年（昭和55年）に現在地に移転するまで図書館であった。1972年（昭和47年）からは毎年丹後地震記念展が開催されている。壁面には洋画家の伊藤快彦が描いた油絵3枚が掛けられている。
1979年（昭和54年）には日本建築学会によって「近代日本の名建築」に選ばれた。2005年（平成17年）3月10日には建物が京都府指定文化財に指定された。しかし耐震面で問題があることから、2012年（平成24年）4月から施設への立ち入りが禁止された。
2024年（令和6年）、京丹後市は建物の利活用の検討を開始した。

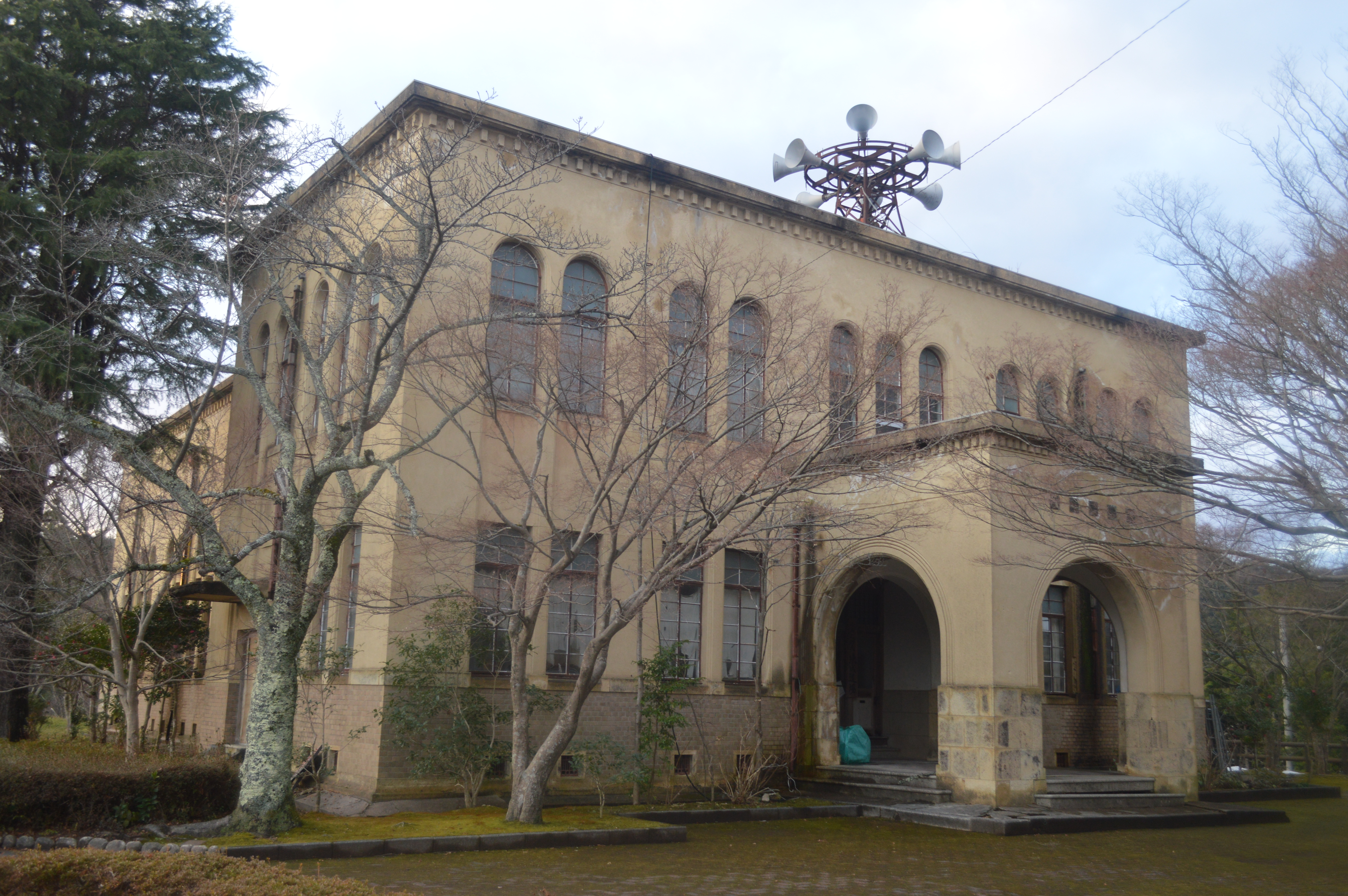
冬季の丹後震災記念館
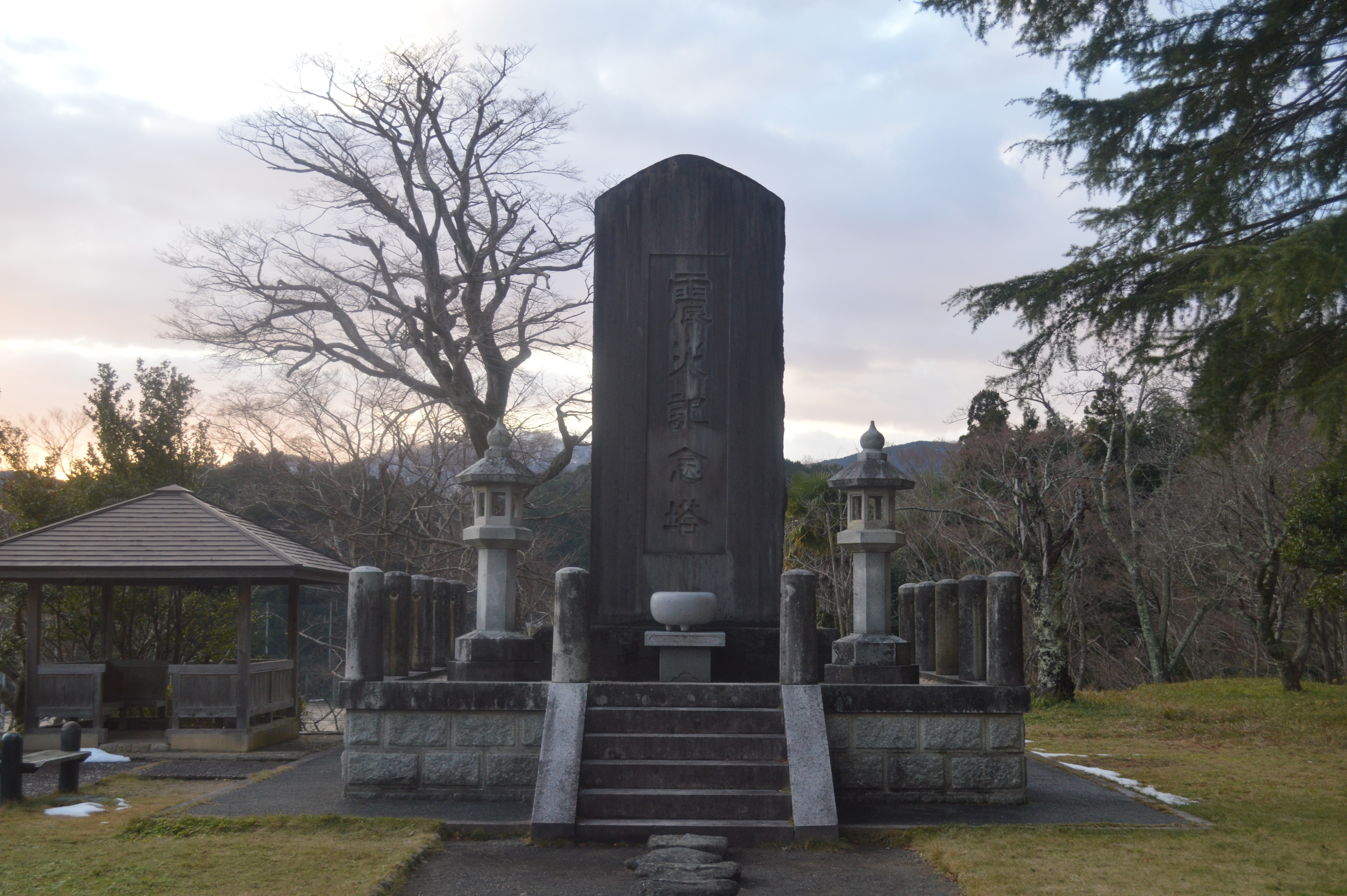
敷地内にある震災記念塔
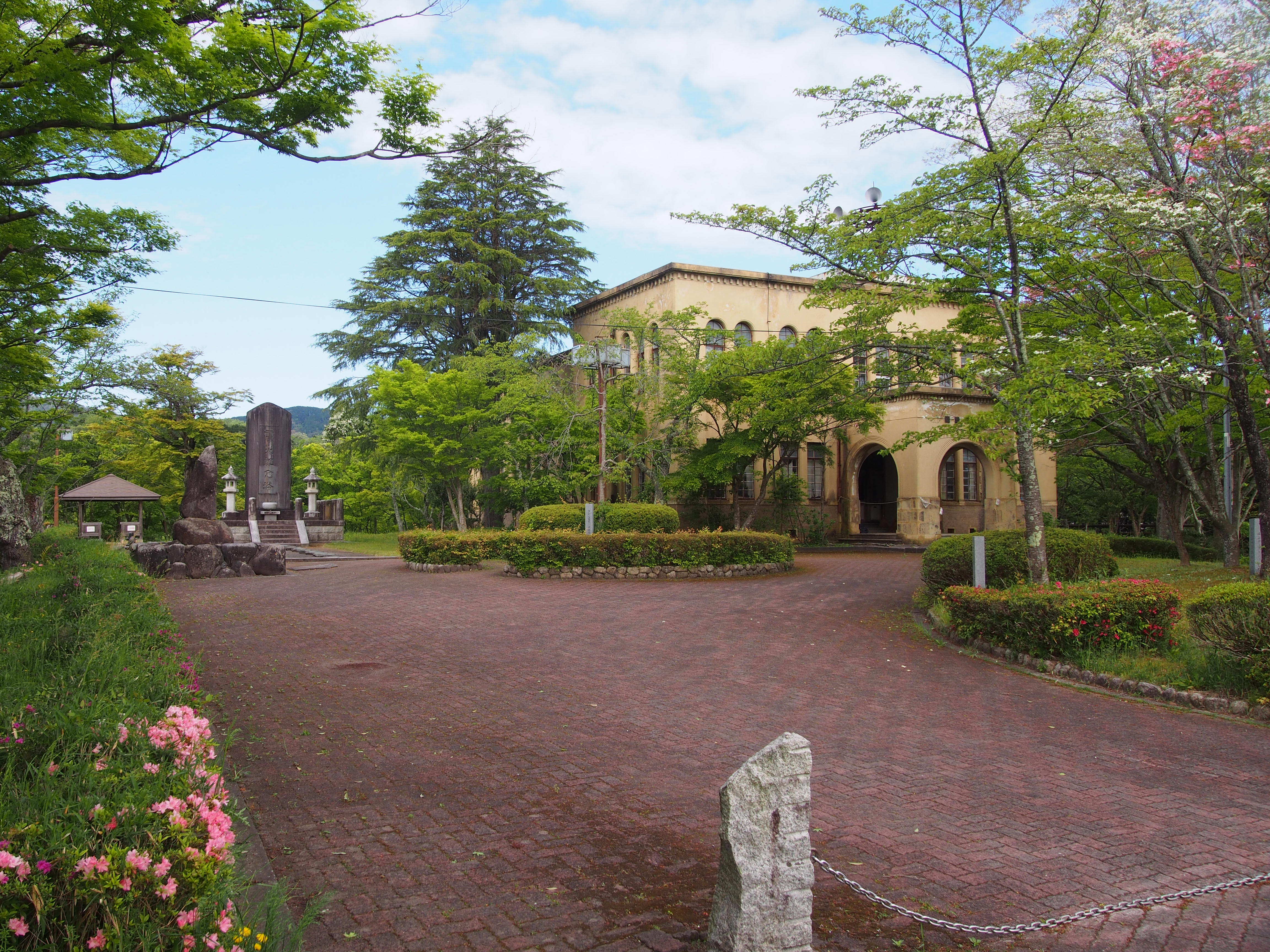
震災記念塔と丹後震災記念館

## 各地の震災記念建築物

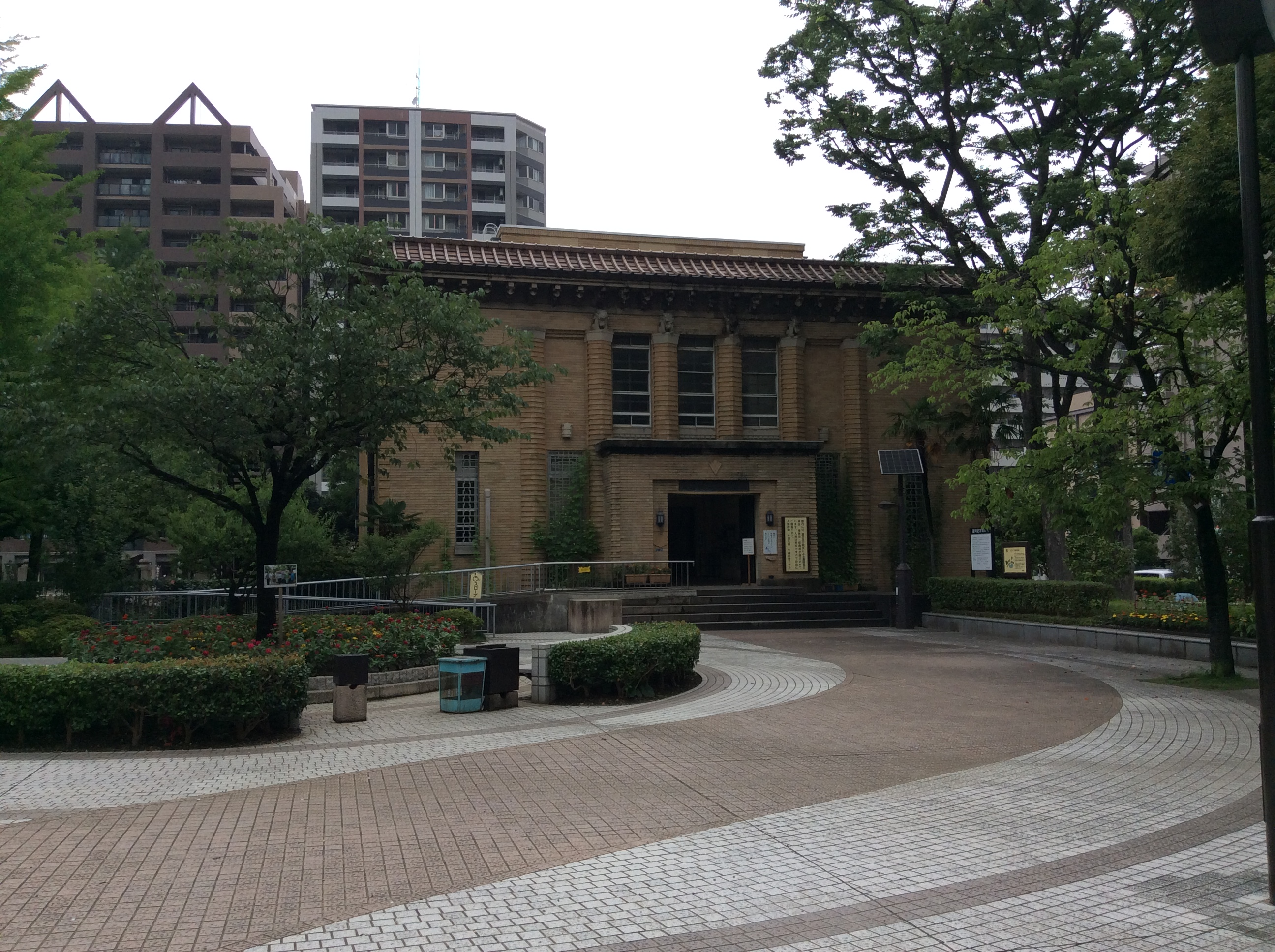
関東大震災を記念した東京都復興記念館

- 丹後震災記念館
京都府京丹後市。1927年の北丹後地震後、1929年に竣工。京都府指定文化財。現存。
- 震災紀念堂
岐阜県岐阜市。1891年の濃尾地震後、1893年に竣工。国の登録有形文化財。現存。
- 震災記念堂・東京都復興記念館
東京都墨田区。1923年の関東大震災後、1930年に震災記念堂が建立され、太平洋戦争後の1951年に東京都慰霊堂に改称。1931年には隣接して東京都復興記念館が開館。いずれも現存。
- 横浜市震災記念館
神奈川県横浜市。1923年の関東大震災後、1924年に開館。1945年に廃止され現存せず。
- 震災記念閣
神奈川県横須賀市。1923年の関東大震災後、1936年に建設されたが、価値のないものとして判断されて取壊されたため現存せず。

## 利用案内
- 開館日 : 2013年から長期休館中であり再開館は未定
- 交通 : 京都丹後鉄道宮豊線峰山駅から徒歩、または峰山駅から丹海バスで「峰山」バス停下車